# Atio Insteyo Tértulo
Atio Insteyo Tértulo  fue un político romano que prosperó entre el 280-308 y fue prefecto de la Ciudad.
Era un descendiente de Lucio Insteyo Tértulo, quien fue un augustal (es decir un magistrado dedicado al culto a Augusto deificado) en 214. Tras alcanzar el puesto de senador, Tértulo sirvió como cónsul sufecto antes de su nombramiento como procónsul de África y prefecto de la Ciudad en 307-308. Fue homenajeado con una inscripción en Patavium y fue probablemente el padre de Atio Insteyo Tértulo Populonio, gobernador imperial de Apulia y Calabria.